# Mesethmühle (Grafengehaig)
Mesethmühle ist ein Gemeindeteil des Marktes Grafengehaig im oberfränkischen Landkreis Kulmbach. Mesethmühle liegt teils in der Gemarkung Horbach, teils in der Gemarkung Walberngrün.

## Geografie
Die Einöde liegt am linken Ufer des Gösmesser Bächleins dem Bromenhof direkt gegenüber. Eine Anliegerstraße führt über Bromenhof nach Schlockenau (0,7 km nordwestlich).

## Geschichte
1609 bestand Mesethmühle aus einer Mühle und einem Hof. Sie gehörten Wolf Wilhelm von Guttenberg. Gegen Ende des 18. Jahrhunderts bestand Mesethmühle aus zwei Anwesen (1 Mühle, 1 Haus). Das Hochgericht übte das Burggericht Guttenberg aus. Es hatte ggf. an das bambergische Centamt Marktschorgast auszuliefern. Das Burggericht Guttenberg war Grundherr der beiden Anwesen.
Mit dem Gemeindeedikt wurde die Mühle der Mesethmühle der 1812 gebildeten Ruralgemeinde Walberngrün zugewiesen, während der Hof der Ruralgemeinde Horbach zugewiesen wurde. Im Zuge der Gebietsreform in Bayern wurden beide Gemeindeteile am 1. Januar 1972 nach Grafengehaig eingegliedert und zum Gemeindeteil Mesethmühle vereinigt.

## Religion
Mesethmühle ist seit der Reformation evangelisch-lutherisch geprägt und gehört bis heute zur Pfarrei Zum Heiligen Geist (Grafengehaig).